# Операција „И” и друге авантуре Шурика
Операција „И” и друге авантуре Шурика (рус. Операция «Ы» и другие приключения Шурика) је совјетски филм снимљен 1965. године.
Филм се састоји од три самосталне новеле: "Партнер", "Усађивање" и "Операција „И”". Сви су уједињени фигуром главног јунака — студента Шурика.
1965.године на фестивалу кратких филмова у Кракову новели "Усађивање" додељена је главна награда "Сребрни змај Вавела".

## Синопсис

### Партнер
На градњу долази одрасли хулиган Федија, који је добио 15 дана административног хапшења због борбе у аутобусу. У овој борби је пострадао Шурик, који је Феду дао милицију. Испоставило се да Шурик ради на истој градилишту. Не знајући за сложене односе хероја, прораб Павел Степанович их ставља у пар. Федија чини све да се освети Шурику.

### Усађивање
Шурик има испит у Институту. Херој нема неопходна предавања за припрему, али их нађе код непознате студентке. Заједно су страствени у читању конспекта и не гледају се у очи. Девојка је сигурна да се припрема за испит са својом пријатељицом, и не зна да је провела цео дан са непознатим мушкарцем.

### Операција „И”
Шурик замењује госпођу станова (баку) на посту чувара трговачке базе. Међутим, ове ноћи тројица — Кукавица, Балбес и Бивши припремају масовну пљачку.

## Улоге
| Глумац                | Улога                                |
| --------------------- | ------------------------------------ |
| Александар Демјаненко | Шурик, студент                       |
| Алексеј Смирнов       | Федија, хулиган                      |
| Михаил Пуговкин       | прораб Павел Степанович              |
| Натаља Селезнева      | Лида, студентка                      |
| Јуриј Никулин         | Балбес                               |
| Георгиј Вицин         | Кукавица                             |
| Евгений Моргунов      | Бивши                                |
| Владимир Владиславски | Петухов, директор трговинске базе    |
| Марија Кравчуновска   | Марја Ивановна, чувар трговачке базе |

## Продукција
Филм је сниман 1964.-1965. године у Ленинграду, Москви, Јалти и Одеси. На екране кинотеатра СССР филм је изашао 23. Јул 1965. године. 

## Наслеђе
Споменици студентима Шурику и Лиди постоје у различитим градовима Русије.